# کالسکه (کتاب)
کالسکه کتابی از فریده خلعتبری با تصویرگری ژیلا هدایی است که در سال ۱۳۹۳ از سوی نشر شباویز منتشر و در سال ۲۰۱۴ در فهرست کلاغ سفید قرار گرفت.